# 松本直晃
松本 直晃（まつもと なおあき、1990年11月14日 - ）は、兵庫県三木市出身の元プロ野球選手（投手）、野球指導者。右投右打。

## 経歴

### プロ入り前
5歳の時に「自由が丘レッドファイターズ」で野球を始め、三塁手としてプレーし、緑が丘東小学校4年生の時に軟式野球チーム「緑が丘スターズ」に入団した。緑が丘中学校時代はヤングリーグの「神戸須磨クラブ」に所属し、三塁手や二塁手としてプレーした。この時のチームメイトに飯田優也がおり、後年飯田がプロ入り（福岡ソフトバンクホークス）したことに刺激を受けたという。
神戸須磨クラブの先輩が2年続けて進学していた縁もあり、静岡県の東海大学付属翔洋高等学校に進学。三塁手としてプレーし、2年生の秋からレギュラーを務めた。甲子園出場経験は無い。
友人に誘われて環太平洋大学の練習会に参加し、そこで誘いを受けたことで高校卒業後は同校に進学。1年生の秋から三塁手、2年生の春から遊撃手、キャプテンとなった4年生の春には右翼手として出場した。同校ではいずれものちに香川オリーブガイナーズを経てNPB入りする亀澤恭平（2学年先輩）や又吉克樹（同級生）とチームメイトで、亀澤からはアドバイスをもらったという。
大学卒業後、誘いを受けて鳥取県米子市の医療法人「養和会」に進み、同会の軟式野球部の立ち上げに携わった。同野球部では他に投手をできるメンバーが少なかったこともあり、遊撃手兼投手としてプレーした。2年目の2014年、第58回高松宮賜杯全日本軟式野球大会では全4試合に先発登板し、チームはベスト4入りした。「養和会」では野球をプレーする一方、介護員として働いていた。

### 四国IL・香川時代
2014年11月に四国アイランドリーグplusのトライアウトを受験し、特別合格。11月23日に行われた同リーグのドラフト会議において香川オリーブガイナーズに投手として指名され入団。背番号は「11」に決まった。
2015年は41試合に登板し、72回を投げ4勝1敗6セーブ、防御率1.00の成績だった。同シーズンでは5月と8月の月間MVP及び、2015シーズンMVP（香川県）を受賞し、北米遠征選抜に選出された。10月12日に行われたプロ野球ドラフト会議で埼玉西武ライオンズから10巡目で指名を受け、契約金1,000万円、年俸500万円（金額は推定）で合意し、入団。背番号は「66」に決まった。

### 西武時代
2016年9月9日に出場選手登録され、9月11日の対福岡ソフトバンクホークス戦において、2点ビハインドの3回裏一死の場面で2番手でプロ初登板し、2/3回を投げ被安打1、与四球1、無失点だった。
2018年はシュートに取り組み、中継ぎとして24試合に登板したが、目立った成績は残せなかった。
2019年は4試合に登板。レギュラーシーズン終了後の10月3日、球団より来季の契約を結ばないと通告された。11月12日の12球団合同トライアウトに参加し、三振と外野フライ・内野フライが各1という内容だった。三振を奪った西岡剛は「大学時代、練習試合用の背番号をわざわざ7番にしていた」という憧れの選手で、「対戦できたことがうれしかった」と述べている。また登板時には亀澤恭平が二塁の守備に就き、松本に声を掛ける場面があった。

### 琉球時代
2019年11月26日、2020年より始動する沖縄県初のプロ野球チーム・琉球ブルーオーシャンズに入団することが発表された。
2021年9月末日、契約満了により琉球を自由契約となった。この年は19試合に登板し、2勝2敗、防御率2.29の成績だった。

### KAL・北九州時代
2021年11月5日、九州アジアリーグで2022年よりリーグ戦に参加する福岡北九州フェニックス（現・北九州下関フェニックス）のトライアウトに合格したことが、球団から発表された。2022年2月18日に開かれた同球団の体制発表会で、所属選手として紹介された。主にクローザーとして起用され、リーグ最多の20セーブを記録してタイトルを獲得した。
2023年シーズンはピッチングコーチを兼任しながら、7勝、10セーブを記録した。
2024年2月16日、監督への就任が発表された。この発表では「選手兼任」との表記がなく、専任監督となったが、シーズン開幕後の5月19日に選手兼任に契約が変更され、現役に復帰した。選手としては3試合のみの登板に終わったが、監督として就任初年度でチームを優勝に導いた。シーズン終了後の12月10日、監督退任と選手としての引退が発表された。

### 北九州退団後
2025年からは社会人野球のショウワコーポレーション硬式野球部でヘッドコーチを務める。同チームの監督は、環太平洋大学で先輩だった亀澤恭平である。

## 選手としての特徴・人物
養和会の軟式野球部で本格的に投手に転向してから2年で、軟式球で141km/hを計測するまでに成長。扱うボールが硬式球に変わった独立リーグ時代には、球速は最速151km/hを記録した。変化球はフォーク、カーブ、スライダーなどを投げる。
大学時代の同級生で、栄養士の資格を持つ女性と2017年3月に結婚。2020年には一子を授かった。

## 詳細情報

### 年度別投手成績
| 年 度     | 球 団     | 登 板 | 先 発 | 完 投 | 完 封 | 無 四 球 | 勝 利 | 敗 戦 | セ 丨 ブ | ホ 丨 ル ド | 勝 率 | 打 者 | 投 球 回 | 被 安 打 | 被 本 塁 打 | 与 四 球 | 敬 遠 | 与 死 球 | 奪 三 振 | 暴 投 | ボ 丨 ク | 失 点 | 自 責 点 | 防 御 率 | W H I P |
| --------- | --------- | ----- | ----- | ----- | ----- | -------- | ----- | ----- | -------- | ----------- | ----- | ----- | -------- | -------- | ----------- | -------- | ----- | -------- | -------- | ----- | -------- | ----- | -------- | -------- | ------- |
| 2016      | 西武      | 2     | 0     | 0     | 0     | 0        | 0     | 0     | 0        | 0           | ----  | 12    | 2.2      | 3        | 0           | 2        | 0     | 0        | 1        | 1     | 0        | 0     | 0        | 0.00     | 1.88    |
| 2018      | 西武      | 24    | 0     | 0     | 0     | 0        | 0     | 0     | 0        | 1           | ----  | 113   | 24.0     | 31       | 4           | 10       | 0     | 1        | 16       | 0     | 0        | 18    | 18       | 6.75     | 1.71    |
| 2019      | 西武      | 4     | 0     | 0     | 0     | 0        | 0     | 0     | 0        | 0           | ----  | 25    | 5.0      | 9        | 2           | 1        | 0     | 0        | 3        | 0     | 0        | 4     | 4        | 7.20     | 2.00    |
| 通算：3年 | 通算：3年 | 30    | 0     | 0     | 0     | 0        | 0     | 0     | 0        | 1           | ----  | 150   | 31.2     | 43       | 6           | 13       | 0     | 1        | 20       | 1     | 0        | 22    | 22       | 6.25     | 1.77    |

- 2019年度シーズン終了時

### 年度別守備成績
| 年 度 | 球 団 | 投手  | 投手  | 投手  | 投手  | 投手  | 投手     |
| 年 度 | 球 団 | 試 合 | 刺 殺 | 補 殺 | 失 策 | 併 殺 | 守 備 率 |
| ----- | ----- | ----- | ----- | ----- | ----- | ----- | -------- |
| 2016  | 西武  | 2     | 0     | 0     | 0     | 0     | ----     |
| 2018  | 西武  | 24    | 4     | 5     | 0     | 0     | 1.000    |
| 2019  | 西武  | 4     | 0     | 0     | 0     | 0     | ----     |
| 通算  | 通算  | 30    | 4     | 5     | 0     | 0     | 1.000    |

- 2019年度シーズン終了時

### 記録
NPB
- 初登板：2016年9月11日、対福岡ソフトバンクホークス22回戦（福岡ヤフオク!ドーム）、3回裏に2番手で救援登板、2/3回1被安打無失点
- 初奪三振：2016年9月18日、対東北楽天ゴールデンイーグルス24回戦（西武プリンスドーム）、8回表にゼラス・ウィーラーから見逃し三振[44]
- 初ホールド：2018年5月27日、対北海道日本ハムファイターズ10回戦（メットライフドーム） 5回表に2番手で救援登板、1/3回無失点

### 独立リーグでの投手成績
| 年 度    | 球 団    | 登 板 | 先 発 | 完 投 | 完 封 | 無 四 球 | 勝 利 | 敗 戦 | セ 丨 ブ | ホ 丨 ル ド | 勝 率 | 打 者 | 投 球 回 | 被 安 打 | 被 本 塁 打 | 与 四 球 | 敬 遠 | 与 死 球 | 奪 三 振 | 暴 投 | ボ 丨 ク | 失 点 | 自 責 点 | 防 御 率 | W H I P |
| -------- | -------- | ----- | ----- | ----- | ----- | -------- | ----- | ----- | -------- | ----------- | ----- | ----- | -------- | -------- | ----------- | -------- | ----- | -------- | -------- | ----- | -------- | ----- | -------- | -------- | ------- |
| 2015     | 香川     | 41    | -     | 0     | 0     | 0        | 4     | 1     | 6        | -           | .800  | 282   | 72.0     | 51       | 1           | 22       | -     | 1        | 64       | 1     | 0        | 12    | 8        | 1.00     | 1.01    |
| 2022     | 北九州   | 42    | 0     | 0     | 0     | 0        | 1     | 4     | 20       | 2           | .200  | 168   | 40.1     | 38       | 4           | 9        | -     | 0        | 46       | 1     | 0        | 18    | 11       | 2.45     | 1.17    |
| 2023     | 北九州   | 39    | 3     | 0     | 0     | 0        | 7     | 4     | 10       | 3           | .636  | 229   | 50.2     | 56       | 5           | 17       | -     | 4        | 49       | 1     | 0        | 33    | 21       | 3.73     | 1.44    |
| 2024     | 北九州   | 3     | 1     | 0     | 0     | 0        | 0     | 0     | 0        | 0           | .000  | 34    | 7.0      | 12       | 1           | 1        | -     | 1        | 2        | 0     | 0        | 5     | 5        | 6.43     | 1.86    |
| IL：1年  | IL：1年  | 41    | -     | 0     | 0     | 0        | 4     | 1     | 6        | -           | .800  | 282   | 72.0     | 51       | 1           | 22       | -     | 1        | 64       | 1     | 0        | 12    | 8        | 1.00     | 1.01    |
| KAL：3年 | KAL：3年 | 84    | 4     | 0     | 0     | 0        | 8     | 8     | 30       | 5           | .500  | 431   | 98.0     | 106      | 10          | 27       | -     | 5        | 97       | 2     | 0        | 56    | 37       | 3.40     | 1.36    |

- 2024年度シーズン終了時
- 各年度の赤太字はリーグ歴代最高、太字はリーグ最高

### 独立リーグでの表彰
四国ILp
- 月間MVP：2回（2015年5月・8月）
- シーズン4県MVP：1回（香川県：2015年）

KAL
- 最多セーブ：1回（2022年）

### 背番号
- 11（2015年）
- 66（2016年 - 2019年、2022年 - 2024年）
- 20（2020年 - 2021年）